# Horaga violetta
Horaga violetta är en fjärilsart som beskrevs av Cowan 1966. Horaga violetta ingår i släktet Horaga och familjen juvelvingar. Inga underarter finns listade i Catalogue of Life.